# Буметанид
Буметанид или Бумекс , Буфенокс- лекарство , применяемое при лечении почечной недостаточности, гипертонии, является петлевым диуретиком. Выпускается компанией Hoffmann-La Roche.  Отпускается из аптек без рецепта. Проводятся испытания буметанида в качестве лекарства от аутизма  , эпилепсии . Входит в список запрещённых в спорте лекарственных средств   По сравнению с фуросемидом обладает более высокой биодоступностью.

## Осложения
Лекарство ототоксично, может вызвать потерю слуха.

## Производство Буметанида

Sources: